# Ste. Genevieve (Missouri)
Ste. Genevieve település az Amerikai Egyesült Államok Missouri államában, Ste. Genevieve megyében, melynek megyeszékhelye is. Lakosainak száma 4999 fő (2020. április 1.).

## Népesség
A település népességének változása:

| 2010 | 4 410 |
| 2020 | 4 999 |